# Duško Modrinić
Duško Modrinić (Zadar, 1979.) hrvatski je kazališni, televizijski i filmski glumac.

## Filmografija

### Televizijske uloge
- "Šutnja" kao Darko (2023.)
- "Ah, taj Ivo!" kao Ivo (2012.)
- "Jugoslavenske tajne službe" kao Milovan Đilas (2012.)
- "Larin izbor" kao Vinko (2011. – 2012.)
- "Stipe u gostima" kao Kruno i Luka (2011. i 2013.)
- "Dome slatki dome" kao dr. Šalić (2010.)
- "Zvijezde pjevaju" kao natjecatelj (2009.)
- "Sve će biti dobro" kao Dinko Matić (2008. – 2009.)
- "Bitange i princeze" kao Beljo/muški glas/spiker (2008. – 2009.)
- "Zauvijek susjedi" kao Boško (2008.)
- "Cimmer fraj" kao poštar Šime Didulica (2006.)
- "Laku noć, Hrvatska" kao Ivo Sanader, Ivica Račan, Denis Latin, Neven Ciganović, Petar Čobanković, Slavko Linić, Siniša Svilan, Zoran Vakula, Zoran Milanović, Berislav Rončević, Tarik Filipović, Igor Štimac, Tony Blair, Radimir Čačić i drugi[1] (2005.)

### Filmske uloge
- "Takva su pravila" kao doktor (2014.)
- "Za naivne dječake" kao fra Zrinko (2007.)
- "Na trgu" (2007.)
- "Jednom..." kao skitnica (2004.)

### Voditeljske uloge
- "Destinacija: Hrvatska" kao voditelj (2019. – 2020.)
- "Porin" kao jedan od glavnih voditelja (zajedno s glumicom Zrinkom Cvitešić te članom glazbene grupe TBF Mladenom Badovinac) (2010.)
- "Uzmi ili ostavi" kao voditelj (2005.)

### Sinkronizacija
- "Divlji valovi" kao Kelly Slater (2007.)

## Vanjske poveznice
- Duško Modrinić u internetskoj bazi filmova IMDb-u (engl.)
- Stranica na KAMO.hr[neaktivna poveznica]
- Intervju s glumcem